# Френска бира
Бирата във Франция е втората по разпространение алкохолна напитка след виното. Масовата френска бира се произвежда от големи пивоварни компании, които контролират около 9% от пазара на бира в страната. Останалият пазарен дял държат малки пивоварни и микропивоварни.

## История
Във Франция бира се вари още през Средните векове, като най-силни традиции пивоварството има в Северна Франция. Преди индустриализацията бирата се вари в малки манастирски и селски пивоварни и произведената бира е предназначена да обслужва нуждите на местните жители и монасите. В началото на 20 век във Франция има над хиляда пивоварни. С намаляването на селското население голяма част от тях изчезват, а заедно с тях и традициите и разнообразието от местни бири, които започват да се заменят с индустриалната продукция на големи пивоварни, разположени в градовете. Двете световни войни, които се водят и на френска територия, също се отразяват негативно върху пивоварството – голяма част от тях са унищожени, а оборудването им – разграбено или претопено за боеприпаси. След Втората световна война отрасълът бързо се възстановява. През последните десетилетия, независимо от предпочитанията на французите към виното, интересът към хубавата бира се възражда и засилва и днес се откриват много нови пивоварни и най-вече микропивоварни, които въвеждат нови и възраждат стари местни видове бира.

## Бирени региони
Елзас и Страсбург
Региона на Елзас или Елзас и Лотарингия има бурна история, на няколко пъти преминава под контрола на Германия и Франция. Френската част е основния бирен регион на Франция, благодарение основно на концентрацията на пивоварни в и в близост до Страсбург. Това са тези на Fischer, Karlsbräu, Kronenbourg и Heineken International. В региона има и множество микропивоварни. Хмел се отглеждат в северната част на Елзас.
Нор-Па дьо Кале и Лил
Нор-Па дьо Кале е регион, известен и под името Френска Фландрия, който има дългогодишни културни връзки с Белгия, но въпреки това, не трябва да се мисли, че френската пивоварна традиция там е просто имитация на прочутите белгийци. В района действа известната пивоварна Pelforth, която произвежда марките Pelforth Blonde (5,8% ABV) Pelforth Brune (6,5% ABV), и Pelforth Amber (6% ABV), както и редица малки пивоварни, специализирани най-вече в производството на Bière де Garde: La Choulotte, Les Brasseurs de Gayant, Brasserie de Saint-Sylvestre, Brasserie Terken и др.
Бретан
Регион Бретан също има многовековна пивоварна традиция, която води началото си от ХVІІ век. В района са известните пивоварни Coreff de Morlaix, Brasserie Lancelot и др.

## Френски стилове бира
Според технологията най-много видове бира се произвеждат по метода на долната ферментация, като най-разпространени в наши дни са многочислените светли лагери, като най-известни сред тях са Kronenbourg 1664, Fischer Tradition, Karlsberg, Beckers, Ottweiler.
Освен тях, Франция се гордее и с бирите в стил ейл, произвеждани по метода на горната ферментация, сред които е и традиционния френски стил Bière de Garde

## Бира дьо Гард
Бира дьо Гард (Biere de Garde) в превод означава „бира, която се съхранява“, известна и като „бира от избата“. Това е традиционен фермерски ейл от Северна Франция, който в миналото се вари през ранна пролет и се съхранява в хладни избени помещения до летните месеци. В наши дни се произвежда целогодишно. В отличие от белгийската сезон бира, Biere de Garde е по-наситена, сладка и с малцов характер, често с „избен“ характер; в нея отсъства пикантния и тръпчив характер и киселинност, присъщи на Saison. Този стил включва три основни вариации: кафяв (brune), светъл (blonde) и кехлибарен (ambree). По-тъмните версии имат по-малцов характер, а по-светлите могат да имат повече хмел, но въпреки това също са малцови. Родствен стил е т.нар. Biere de Mars, която се вари през месец март (Mars), обикновено за домашна употреба и по-бърза консумация, без дълъг срок на отлежаване. Предвид трите вариации на бирата цветът също варира от светлозлатист до червеникаво-бронзов и кестеново-кафяв. Бирата е нефилтрирана, варира от прозрачна до мътна, отличава се с висока карбонизация и образува бяла до кремаво-кафеникава пяна. Характерни са малцов и слаб до почти никакъв хмелен аромат и среден до силен малцов вкус, с карамелена сладост. Малцовите вкусове и сложността се увеличават, колкото по-тъмен е цвета на бирата. Алкохолно съдържание: 6 – 8 %. Типични търговски марки са:  Jenlain (кафява), St.Amand (кафява), Ch'Ti Brun (кафява), Ch'Ti Blond (светла), La Choulette (всички 3 варианта), La Choulette Biere des Sans Culottes (светла), Saint Sylvestre 3 Monts (светла), Biere Nouvelle (кафява), Castelain (светла), Jade (кехлибарена), Brasseurs Biere de Garde (кехлибарена).

## Сезонни бира
Сезонни бири във Франция са т.нар. мартенски (пролетни) и коледни бири.
Мартенска (пролетна) бира
Френската мартенска бира (Bière de Mars), известна и под името Пролетна бира (Bière де Printemps), е традиционен сезонен френски ейл от района на Нор-Па дьо Кале, Елзас, Лотарингия (регион) и Шампан-Ардени, Северна Франция. Традиционно мартенската бира се появява на пазара на 1 март. Тя се произвежда в лимитирани серии от различни сортове ечемик, засети през през миналата пролет и прибирани през лятото и се вари в началото на зимата, през декември-януари. Мартенската бира е ейл с висока ферментация, с кехлибарен цвят и ниско алкохолно съдържание (4,5 – 5,5 % об.). За разлика от германската мартенска бира Märzen, френската мартенска бира е по-слабо горчива и с по-ниско алкохолно съдържание, но може да бъде по-тъмна (поради добавяне на карамел или други оцветители) и леко пикантна. Друга основна разлика е, че германската Märzen е тип лагер, докато френската мартенска бира ферментира с ейлови дрожди и е в стил ейл. Някои пивоварни предпочитат името „Пролетна бира“, за да не ограничават продажбите само за един месец в година. Типични търговски марки са: Météor de Mars, Jenlain de printemps, Ch'ti de printemps, l'Angelus de printemps, Pelforth de printemps.
Коледна бира
Във Франция коледната бира (Bière de Noël) има дългогодишни традиции. Френските коледни бири са богати, плътни и силни ейлове, които се варят през октомври за консумация през декември и студените зимни месеци. Известни френски марки коледна бира са: Jenlain Biere de Noël, La Choulette Noël, Petrus Winter Beer, L'Angélus de Noël, Thiriez Bière de Noël, La Saint Pierre Bière de Noël Tradition, Mutine – Bière de Noël, Oxit Noël, Page 24 Bière de Noël, Rouget Bière de Noël, Uberach Bière de Noël.

## Трапистка бира
Трапистката бира (Bière trappiste, Trappistenbier) е бира, произведена от или под контрола на трапистки монаси. В света има общо 174 трапистки абатства, като само осем от тях (шест в Белгия, едно в Нидерландия и едно в Австрия) произвеждат трапистка бира и имат право да поставят върху етикетите на своите бири логото „Автентичен трапистки продукт“, което обозначава спазването на стандартите на „Международната трапистка асоциация“. Трапистката бира е вид ейл, попадащ в стиловете белгийски специален ейл и белгийски силен ейл. Терминът „трапистка бира“ е родов и описва източника на тези бири, като продукт на трапистки пивоварни, а не на определен стил бира. В действителност, бирите на различните трапистки манастири се различават значително и не са хомогенна група. Мон де Ка (на френски: Mont des Cats) е трапистка бира произведена и бутилирана в пивоварната на абатство „Notre-Dame de Scourmont“ в Шиме (Белгия), от името на абатство „Sainte Marie du Mont des Cats“ (Франция). Пивоварната на френското абатство „Mont des Cats“ е създадена през 1848 г. Производството на бира в абатството спира през 1905 г. след издаването на указ за експулсиране на чуждите монаси от Франция. Голяма част от монасите са чужденци и емигрират в Белгия. През април 1918 г. по време на Първата световна война, следва нов удар – абатството и пивоварната са напълно разрушени при бомбардировки от германските войски. По късно абатството е възстановено, но не и разрушената пивоварна.  163 години след първата си произведена бира, абатството се връща към пивоварната традиция. На 16 юни 2011 г. френското абатство започна продажба на собствена марка бира „Mont des Cats“. Това е осмата в света трапистка бира и във Франция се надяват скоро тя да носи логото „Автентичен трапистки продукт“ (Authentic Trappist Product). Абатството обаче няма собствена пивоварна и за момента не планира изграждането на такава, поради големите разходи и липсата на майстори пивовари сред самите монаси, макар че не се изключва в бъдеще манастирската пивоварна, разрушена през 1918 г. да бъде възстановена. Понастоящем трапистката бира „Mont des Cats“ се произвежда в абатството „Notre-Dame de Scourmont“ в Белгия, което е производител и на бирите „Chimay“. Двете трапистки абатства имат дългогодишни отношения в рамките на Ордена на цистерцианците на строгото спазване. Това уникално сътрудничество е в традицията на Хартата на милосърдието, основоположен документ за траписткия орден.

## Абатска бира
Абатска бира (Abdijbier, Bière d'abbaye) е родово наименование за вид бира в стил белгийски силен ейл, произведена в трапистки стил, която обаче се прави от нетрапистки или от търговски (светски) пивоварни. Терминът „абатска бира“ е въведен, за да се забрани на не-трапистките пивоварни да използват обозначението „трапистка бира“, а и да се отграничат в отделна категория всички останали бири в трапистки стил. Всички абатски бири са от типа белгийски ейл, направени по метода на горната ферментация.
Във Франция се произвеждат множество абатски бири, които имат наименования, които се свързват пряко или косвено с църквата или монашеството, и носят имена на католически абатства, църкви, светци, или християнски символи.
Примери за френски марки абатски са: Saint Amand, Abbaye d’Alveringem, Abbaye de Crespin Secret Des Moines Triple, Abbaye de Lille, Abbaye des Prémontrés, Abbaye de St.San, Abbaye de Valmagne, Saint Bavon, Saint Glinglin – Saint Landelin

## Уиски бира
Уиски бира (Whisky bière) е популярен френски стил бира, който се прави с пушен на торф малц за уиски. Първообразът на тази бира е „Adelscott Bière au Malt a Whisky“ с алк.съдържание 6,5 % на елзаската пивоварна Adelschoffen, която се появява на пазара през 1980 г. Впоследствие пивоварната Kronenbourg пуска на пазара Wel Scotch, с 6,2 % об. алкохолно съдържание, също направена с уиски малц. Новият стил бира започва да се произвежда и от други френски пивоварни от Елзас и района на Лил.

## Бирени фестивали
Ежегодни бирени фестивали се провеждат в градовете Фелтен – през юли и Шилтигайм – през август